# Nyanza (distrito)
Nyanza é um dos sete distritos da Província do Sul, no Ruanda. Sua capital é a cidade de Nyanza.